# Leones Dorados Fútbol Club
Leones Dorados FC es un equipo de fútbol de Teziutlán, Puebla, que participa en la Liga de Balompié Mexicano.

## Historia
El equipo nace oficialmente el 20 de julio de 2020 como la decimoséptima franquicia fundadora de la nueva Liga de Balompié Mexicano.

## Estadio
Estarán jugando en el estadio Estadio Municipal de Teziutlán con una capacidad de 7,000 espectadores.

## Indumentaria
La indumentaria se presentó oficialmente el 24 de septiembre de 2020 durante la celebración de un evento para dar a conocer las equipaciones de los clubes participantes en la Liga de Balompié Mexicano. El uniforme local es una camiseta negra con degradado blanco, pantalón y medias negras. La indumentaria
visitante consiste en una camiseta morada con degradado blanco, el pantalón y las medias son moradas.